# Augustiner-Bräu München

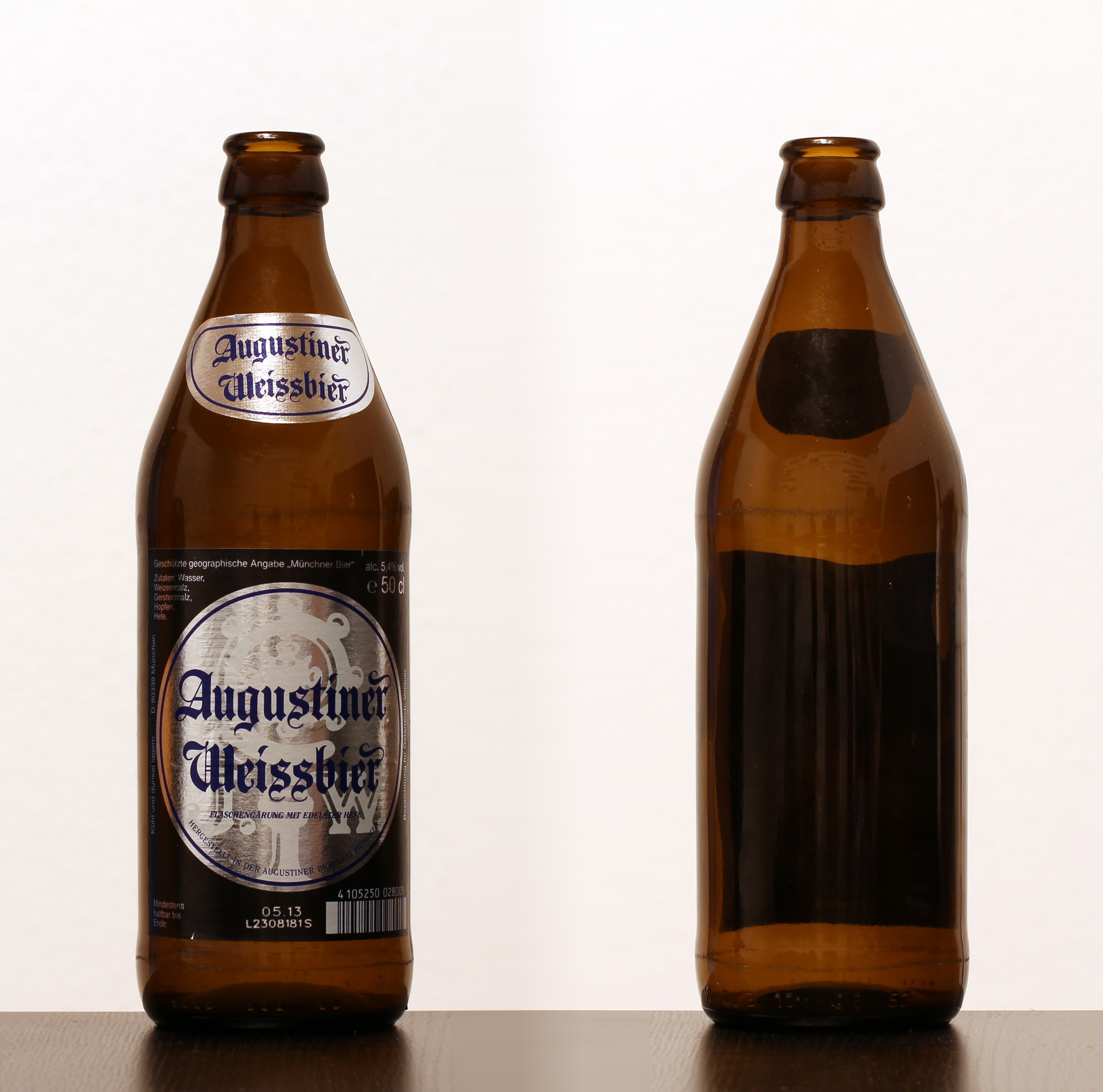
Augustiner Weissbier

Az Augustiner egy német sörmárka és sörgyár. A sörgyár hivatalos elnevezése: Augustiner-Bräu München. A sörgyárat 1328-ban alapították, ezzel München legrégebbi sörgyára.

## A név eredete
A német Augustiner szó ágoston-rendi szerzetest jelent.

## Története
Az Augustiner-Bräu eredete egészen 1294-es évig vezethető vissza, amikor a freisingi püspök rendelete alapján Haberfeldben megalapították az ágoton-rendi kolostort. A kolostor ekkor még München kapuin kívül volt (München városa híres a szerzetesek által alapított és működtetett sörfőzdékről), azonban 1315-re a kolostor már a város terjeszkedésével annak falain belül találta magát. A sörgyárat említő legelső írásos dokumentum 1328-as keltezésű, amikor egy komolyabb tűzvész megkímélte a sörfőzdét, így annak ellenére, hogy a sörfőzde nagy valószínűséggel már évekkel korábban is működött, ez az év az általánosan elfogadott alapítási időpont. A kolostor nem csak sörfőzési engedéllyel, de értékesítési joggal is rendelkezett. A sörfőzde működésének kezdetétől egészen az 1803-as szekularizációig, mikor is a legtöbb bajor kolostor állami ellenőrzés alá került a napóleoni reformok eredményeként, a sörfőzés az eredeti helyszínen történt és kizárólag a kolostor saját kiméréseiben került értékesítésre. Nem sokkal később, 1817-ben a sörfőzde ismét magántulajdonba került és a városközpontba költözött (Neuhauser Straße). Közel hetven év elteltével 1885-ben ismét telephelyváltásra került sor, ekkor került a jelenleg is működési helyéül szolgáló Landsbergerstraße 31-35. szám alá. A második telephelye ugyanakkor nem került teljes mértékben felszámolásra, hanem Augustiner Großgaststätte néven étteremként jelenleg is működik a Neuhauser Straße 27. szám alatt.

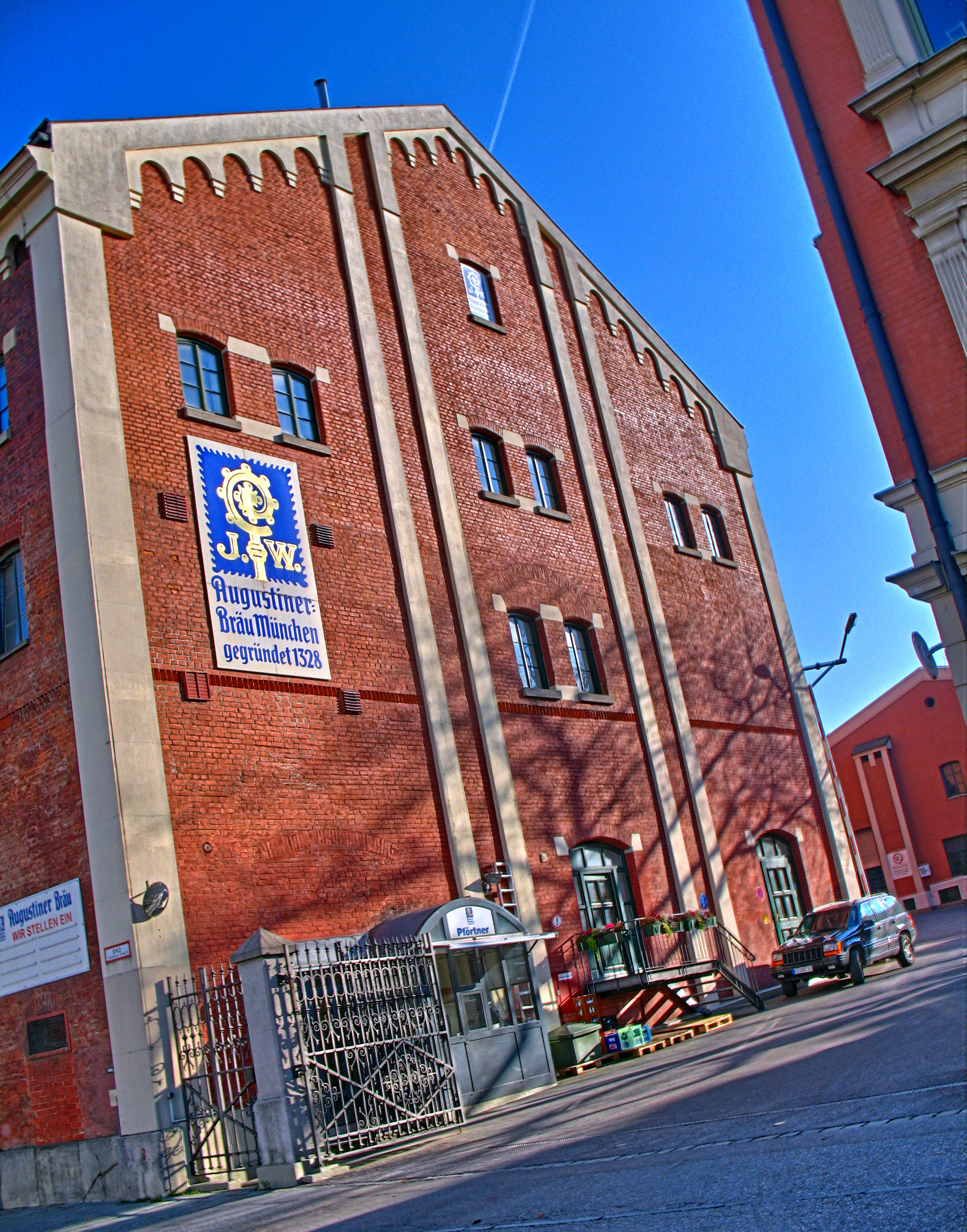
A gyár egyik müncheni épülete

A sörgyárat 1829-ben Anton Wagner vásárolta meg. Ma a sörgyár 50%-a egy a Wagner család utolsó leszármazottja által alapított közalapítvány tulajdonában van, míg a másik 50%-ot számos egyéb vállalkozás birtokolja. Ellentétben a népszerű tévhittel, nem az Augustiner-Bräu az egyetlen német tulajdonban lévő müncheni sörgyár, a Hofbräu és az Unionsbräu ugyancsak német kézben van, csakúgy mint a Paulaner és a Hacker-Pschorr 50,1%-a. A sörgyár jelenlegi Landsbergerstraßen található telephelye München Kellerareal körzetében található, ahol a város sörgyárainak többsége saját sörházat működtet. Bár a második világháború alatt a sörgyár igen komoly károkat szenvedett, azonban az egész komplexumot, beleértve a téglahomlokzatot is teljesen újjáépítették eredeti fényében. Az évek során a sörgyár kapacitása természetesen folyamatosan bővült, ahogy a modern sörgyártási folyamatok egybeolvadtak a hagyományos módszerekkel (gépesített palackozó üzemek a fahordós sörcsapok mellett). A sörgyár a Landsbergerstraßen is saját éttermet/sörözőt működtet Bräustüberl néven.

## Termékei
- Augustiner Dunkel (5,6%) - barna sör
- Augustiner Edelstoff (5,6%) - dortmunder/helles típusú világos sör
- Augustiner Heller Bock (7,0%) - sörspecialitás világos bock sör
- Augustiner Lagerbier Hell (5,2%) - dortmunder/helles típusú világos sör
- Augustiner Oktoberfest Bier (6,0%) - szezonális sörspecialitás (csak az őszi sörfesztiválokra, különösen az Oktoberfestre)
- Augustiner Pils (5,6%) - klasszikus német pils
- Augustiner Maximator (7,5%) - sörspecialitás (doppelbock)
- Augustiner Weissbier (5,4%) - szűretlen búzasör